# Nicella deichmannae
Nicella deichmannae is een zachte koraalsoort uit de familie Ellisellidae. De koraalsoort komt uit het geslacht Nicella. Nicella deichmannae werd in 2007 voor het eerst wetenschappelijk beschreven door Cairns. 